# Wait state
Wait state ou estado de espera é o tempo de espera por parte do processador até que a memória esteja preparada para ler ou gravar dados. É o resultado da soma do tempo de refrescamento, ou recarga da memória, e o tempo que dura a leitura/gravação do dado.
Um wait state é um pulso extra de clock adicionado ao ciclo de leitura e gravação da memória. Como o ciclo de acesso à memória RAM é de 2 pulsos de clock, com a adição de um wait state, o ciclo passa a possuir três pulsos. A adição de wait states reduz o desempenho do micro.